# Cursed – Die Auserwählte
Cursed ist eine Fantasyserie, die auf den gleichnamigen Roman von Frank Miller und Tom Wheeler basiert. Die Serie ist eine Neuinterpretation der Artussaga und erscheint beim Streaming-Dienstleister Netflix.

## Handlung
Aus dem Blickwinkel der Protagonistin Nimue wird die Artus-Saga erzählt. Dies allerdings nicht immer der originalen Sage entsprechend; so ist zum Beispiel Artus bereits im gleichen Alter wie Nimue. Das Schwert Excalibur stammt hier vom Volk der Fey, in der originalen Sage wurde es von Merlin geschmiedet.

## Entstehungsgeschichte
Am 28. März 2018 wurde bekannt gegeben, dass Netflix die Bestellung einer zehn Episoden umfassenden Serie zu Cursed aufgab. Die Serie basiert auf dem gleichnamigen illustrierten und zu der Zeit noch unveröffentlichten Buch von Frank Miller (Illustration) und Tom Wheeler (Autor), einer Neuinterpretation der Artussaga. Die beiden Urheber des Buches Miller und Wheeler übernahmen zugleich auch die Produktion der Serie Cursed. Der Roman erschien 2019 in den Vereinigten Staaten und im Mai 2020 in Deutschland. Die Handlung wird aus der Perspektive der Heldin Nimue erzählt. Am 12. September 2018 wurde die Rolle der Protagonistin mit Katherine Langford besetzt, wobei zugleich bekannt gegeben wurde, dass Zetna Fuentes die Regie für die ersten Episoden übernimmt.
Die Dreharbeiten der ersten Staffel sollten von März bis September 2019 dauern und begannen am 4. März 2019. Gedreht wurde dabei im britischen Deepcut in Frensham, das als Kulisse eines keltischen Dorfes diente, im Albury Park in Surrey, in Bradford-on-Avon sowie im Forest of Dean in den Clearwell Caves.
Im Juli 2021 wurde bestätigt, dass die Serie nach der ersten Staffel abgesetzt wurde.

## Episodenliste
| Nr.                                                                            | Deutscher Titel          | Originaltitel        | Regie           | Drehbuch        |
| ------------------------------------------------------------------------------ | ------------------------ | -------------------- | --------------- | --------------- |
| 1                                                                              | Nimue                    | Nimue                | Zetna Fuentes   | Tom Wheeler     |
| 2                                                                              | Verflucht                | Cursed               | Zetna Fuentes   | Tom Wheeler     |
| 3                                                                              | Allein                   | Alone                | Daniel Nettheim | Janet Lin       |
| 4                                                                              | Der rote See             | The Red Lake         | Daniel Nettheim | Rachel Shukert  |
| 5                                                                              | Die Vereinigung          | The Joining          | Daniel Nettheim | Leila Gerstein  |
| 6                                                                              | Festa und Moreii         | Festa and Moreii     | Jon East        | William Wheeler |
| 7                                                                              | Bringt uns noch ein Bier | Bring Us In Good Ale | Jon East        | Tom Wheeler     |
| 8                                                                              | Die Fey-Königin          | The Fey Queen        | Jon East        | Robbie Thompson |
| 9                                                                              | Gifte                    | Poisons              | Sarah O’Gorman  | Tom Wheeler     |
| 10                                                                             | Das Opfer                | The Sacrifice        | Sarah O’Gorman  | Tom Wheeler     |
| Die Veröffentlichung der ersten Staffel erfolgte am 17. Juli 2020 auf Netflix. |                          |                      |                 |                 |